# Kupa na Bălgarija 2003-2004
La Coppa di Bulgaria 2003-2004 è stata la 22ª edizione di questo trofeo, e la 64ª in generale di una coppa nazionale bulgara di calcio, iniziata il 21 ottobre 2003 e terminata il 12 maggio 2004.  Il Liteks Loveč ha vinto il trofeo per la seconda volta.

## Primo turno
A questo turno partecipano 14 squadre della terza divisione, 2 della quarta e le 16 squadre della Seconda Lega.
| Squadra 1                | Risultato       | Squadra 2         |
| ------------------------ | --------------- | ----------------- |
| 6 ottobre 2003           |                 |                   |
| Čepinets                 | 1 – 0           | Šumen             |
| Spartak Plovdiv          | 2 – 1           | Spartak Pleven    |
| Benkovski Kostinbrod     | 1 – 0           | Conegliano German |
| Beloslav 1918            | 0 – 2           | Svetkavica        |
| Sokol Trastenik          | 1 – 4           | Dobrudža          |
| Orlovets Pobeda          | 3 – 2           | Vihar-Vladislav   |
| Sliven                   | 4 – 2 (dts)     | Rilski Sportist   |
| Arkus Lyaskovets         | 0 – 3           | Beroe             |
| Jantra Gabrovo           | 1 – 2           | Septemvri Sofia   |
| Minjor Pernik            | 2 – 2 (2-4 dtr) | Belite orli       |
| Dorostol Silistra        | 1 – 0           | Nesebăr           |
| Ludogorec                | 0 – 0 (2-4 dtr) | Akademic Svištov  |
| Haskovo                  | 3 – 0           | Sokol Markovo     |
| Kameno                   | 0 – 0 (5-4 dtr) | Etăr 1924         |
| Pirinski Minyor Brezhani | 0 – 4           | Vihren Sandanski  |
| Rasovo                   | 2 – 3           | Pirin Blagoevgrad |

## Sedicesimi di finale
A questo turno partecipano i 16 vincitori del turno precedente e le 16 squadre della Prima Lega.
| Squadra 1                        | Totale | Squadra 2            | Andata | Ritorno     |
| -------------------------------- | ------ | -------------------- | ------ | ----------- |
| 28 ottobre 2003/12 novembre 2003 |        |                      |        |             |
| Čepinets                         | 0 – 8  | Lokomotiv Plovdiv    | 0 - 5  | 0 - 3       |
| Belite orli                      | 0 – 5  | Botev Plovdiv        | 0 - 2  | 0 - 3       |
| Dorostol Silistra                | 1 – 4  | Rodopa Smoljan       | 1 - 1  | 0 - 3       |
| Pirin Blagoevgrad                | 0 – 2  | CSKA Sofia           | 0 - 0  | 0 - 2       |
| Benkovski Kostinbrod             | 2 – 7  | Černo More Varna     | 1 - 4  | 1 - 3       |
| Dobrudža                         | 3 – 5  | Marek Dupnica        | 2 - 1  | 1 - 4 (dts) |
| Kameno                           | 0 – 2  | Vidima-Rakovski      | 0 - 1  | 0 - 1       |
| Liteks Loveč                     | 6 – 2  | Svetkavica           | 3 - 0  | 3 - 2       |
| Akademic Svištov                 | 0 – 2  | Makedonska Slava     | 0 - 1  | 0 - 1       |
| Orlovets Pobeda                  | 0 – 11 | Slavia Sofia         | 0 - 5  | 0 - 6       |
| Haskovo                          | 0 – 5  | Spartak Varna        | 0 - 2  | 0 - 3       |
| Septemvri Sofia                  | 0 – 6  | FK Černomorec Burgas | 0 - 3  | 0 - 3       |
| Spartak Plovdiv                  | 0 – 3  | Belasica Petrič      | 0 - 1  | 0 - 2       |
| Sliven                           | 0 – 5  | Lokomotiv Sofia      | 0 - 2  | 0 - 3       |
| Nafteks Burgas                   | 4 – 0  | Beroe                | 2 - 0  | 2 - 0       |
| 28 ottobre 2003/13 novembre 2003 |        |                      |        |             |
| Vihren Sandanski                 | 1 – 4  | Levski Sofia         | 0 - 0  | 1 - 4       |

## Ottavi di finale
| Squadra 1                        | Totale | Squadra 2            | Andata | Ritorno |
| -------------------------------- | ------ | -------------------- | ------ | ------- |
| 26 novembre 2003/3 dicembre 2003 |        |                      |        |         |
| Liteks Loveč                     | 6 – 1  | Slavia Sofia         | 5 - 0  | 1 - 1   |
| Nafteks Burgas                   | 2 – 1  | Makedonska Slava     | 2 - 0  | 0 - 1   |
| Černo More Varna                 | 3 – 4  | Rodopa Smoljan       | 2 - 0  | 1 - 4   |
| Belasica Petrič                  | 2 – 3  | Vidima-Rakovski      | 2 - 0  | 0 - 3   |
| Lokomotiv Plovdiv                | 3 – 1  | FK Černomorec Burgas | 2 - 0  | 1 - 1   |
| Lokomotiv Sofia                  | 3 – 0  | Spartak Varna        | 3 - 0  | 0 - 0   |
| CSKA Sofia                       | 7 – 1  | Botev Plovdiv        | 5 - 0  | 2 - 1   |
| 3 dicembre 2003/10 dicembre 2003 |        |                      |        |         |
| Marek Dupnica                    | 3 – 6  | Levski Sofia         | 2 - 2  | 1 - 4   |

## Quarti di finale
| Squadra 1                         | Totale | Squadra 2         | Andata | Ritorno |
| --------------------------------- | ------ | ----------------- | ------ | ------- |
| 13 dicembre 2003/17 dicembre 2003 |        |                   |        |         |
| CSKA Sofia                        | 6 – 1  | Rodopa Smoljan    | 6 - 0  | 0 - 1   |
| Vidima-Rakovski                   | 1 – 3  | Lokomotiv Sofia   | 0 - 0  | 1 - 3   |
| 14 dicembre 2003/18 dicembre 2003 |        |                   |        |         |
| Levski Sofia                      | 1 – 4  | Lokomotiv Plovdiv | 1 - 1  | 0 - 3   |
| 10 marzo 2004/17 marzo 2004       |        |                   |        |         |
| Nafteks Burgas                    | 1 – 2  | Liteks Loveč      | 1 - 0  | 0 - 2   |

## Semifinali
| Squadra 1                    | Totale | Squadra 2         | Andata | Ritorno |
| ---------------------------- | ------ | ----------------- | ------ | ------- |
| 7 aprile 2004/21 aprile 2004 |        |                   |        |         |
| Liteks Loveč                 | 2 - 1  | Lokomotiv Plovdiv | 1 - 0  | 1 - 1   |
| Lokomotiv Sofia              | 0 - 5  | CSKA Sofia        | 0 - 1  | 0 - 4   |

## Finale
| Arbitro: | Hristo Ristoskov |

|                                                           |                      |                                                     |
| Želev 38’ Hdiouad 85’                                     | Marcatori            | 57’ João Carlos 72’ Gărgorov                        |
| Trică Želev Jelenković Dimitrov Dzhambazov Bachev Hdiouad | Tiri di rigore 4 – 3 | Petrov Dimitrov Charras Jančev Kolev Sakaliev Gueyé |